# Sint-Elisabethklooster (Heythuysen)
Het Sint-Elisabethklooster, vroeger ook wel Instituut Sint Elisabeth genoemd, is een klooster in het Nederlands-Limburgse dorp Heythuysen, gelegen op het adres Aan de Kreppel 1. Het klooster is het moederhuis van de Congregatie van de Zusters Franciscanessen van Heythuysen, in 1835 gesticht door Maria Catharina Daemen en pastoor Van der Zandt. Het kloostercomplex met de kloostertuin is een gemeentelijk monument in Leudal
Het gebouw bevindt zich op het in 1757 gestichte landgoed De Kreppel. Vanaf 1835 verrezen hier de kloostervleugels, een neogotische kloosterkapel en een pensionaatsgebouw. Van hier uit verspreidde de congregatie zich over een groot aantal plaatsen in en buiten Nederland.
Van juni 1942 tot mei 1944 was in het pensionaat de Reichsschule Heythuysen gevestigd. De kapel werd eind 1944 verwoest en in 1950 weer herbouwd. In de kapel zijn diverse glas-in-loodramen en gebrandschilderde ramen te vinden.
Het klooster bestaat nog steeds. Het was anno 2016 een verzorgingscentrum voor oudere kloosterlingen en het provincialaat van de congregatie. Op het terrein ligt ook een zorgcentrum voor andere ouderen. In de kloostertuin bevindt zich het grafmonument voor Maria Catharina Daemen.
De omliggende buurtschap Achter het Klooster is genoemd naar dit klooster.

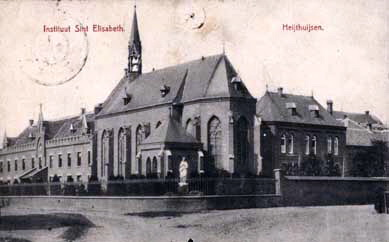
Kloosterkapel en klooster, ca. 1905
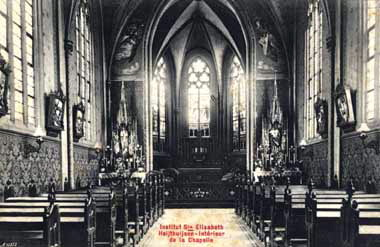
Interieur kloosterkapel, ca. 1915
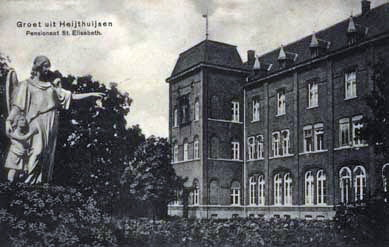
Pensionaat, ca. 1915
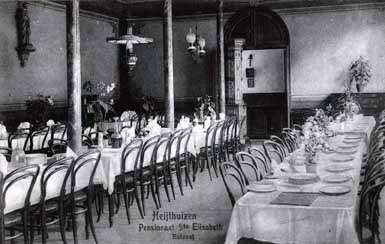
Eetzaal pensionaat, ca. 1910